# TNA Hard To Kill
Hard To Kill é um evento pay-per-view de luta livre profissional produzido pela Impact Wrestling, que acontece anualmente durante o mês de janeiro. O evento foi realizado pela primeira vez em 2020 e desde então se tornou um dos eventos "Quatro Grandes" da promoção (junto com Rebellion, Slammiversary e Bound for Glory).

## Eventos
| # | Evento              | Data                  | Cidade               | Local            | Evento principal                                                                                    | Notas                                                                                        | Ref.        |
| - | ------------------- | --------------------- | -------------------- | ---------------- | --------------------------------------------------------------------------------------------------- | -------------------------------------------------------------------------------------------- | ----------- |
| 1 | Hard To Kill (2020) | 12 de janeiro de 2020 | Dallas, Texas        | The Bomb Factory | Sami Callihan (c) vs. Tessa Blanchard em uma luta intergênero pelo Campeonato Mundial da Impact     |                                                                                              | [ 2 ] [ 3 ] |
| 2 | Hard To Kill (2021) | 16 de janeiro de 2021 | Nashville, Tennessee | Skyway Studios   | Rich Swann, Chris Sabin e Moose vs. Kenny Omega e The Good Brothers (Doc Gallows e Karl Anderson)   | O evento foi realizado sem público pagante devido à pandemia de COVID-19 nos Estados Unidos. | [ 4 ]       |
| 3 | Hard To Kill (2022) | 8 de janeiro de 2022  | Dallas, Texas        | The Bomb Factory | Mickie James (c) vs. Deonna Purrazzo em uma luta Texas Death pelo Campeonato de Knockouts da Impact |                                                                                              | [ 5 ] [ 6 ] |
| 4 | Hard To Kill (2023) | 13 de janeiro de 2023 | Atlanta, Geórgia     | Center Stage     | Josh Alexander (c) vs. Bully Ray em uma luta Full Metal Mayhem pelo Campeonato Mundial da Impact    |                                                                                              |             |